# Walter Curran Mendenhall

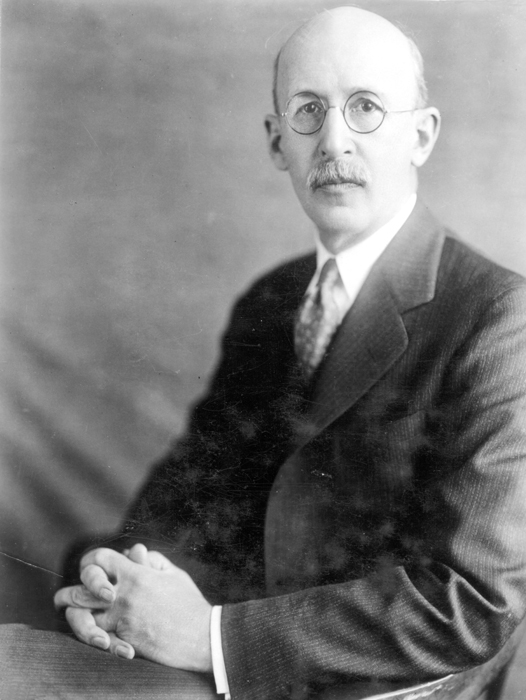
Walter Curran Mendenhall

Walter Curran Mendenhall (* 20. Februar 1871 in Marlboro, Ohio; † 2. Juni 1957 in Chevy Chase, Maryland) war ein US-amerikanischer Geologe und fünfter Direktor des United States Geological Survey (USGS).

## Leben
Mendenhall studierte an der Ohio Normal University und war ab 1894 beim USGS. Dort befasste er sich anfangs mit der Aufnahme der Kohlevorkommen in den Appalachen und war ab 1898 einer der frühen Geologen des Survey in Alaska. Er befasste sich mit Hydrogeologie und war ein Mitglied und Chefgeologe des Land Classification Board und 1911/12 dessen Leiter.
1930 wurde er zum Direktor des USGS ernannt, was er bis 1943 blieb. Er führte den USGS durch die schwierigen Jahre der Depression unter anderem mit Fördermitteln aus dem New Deal (Tennessee Valley Authority).
1936 war er Präsident der Geological Society of America. Er war Mitglied der National Academy of Sciences. 1944 erhielt er die Penrose-Goldmedaille. Der Mendenhall Peak in der Antarktis ist nach ihm benannt.
Er war seit 1876 verheiratet und hatte zwei Töchter.